# Église Saint-Pierre de Vouzon
Pour les articles homonymes, voir Église Saint-Pierre.
L'église Saint-Pierre est une église catholique édifiée en 1104, située à Vouzon, en Sologne, en France.

## Localisation
L'église est située dans le département français de Loir-et-Cher, sur la commune de Vouzon dans le diocèse de Blois.
L'église fait partie du groupement inter-paroissiale de Lamotte-Beuvron, Vouzon, Saint-Viâtre, Chaon, Souvigny-en-Sologne et Marcilly-en-Gault.

## Historique
La première mention de l’église de Vouzon (Vousonno) date de 1104 (restitution de cette église par le seigneur de Beaugency à l’abbaye de cette ville). On ne sait rien de cette église, si ce n'est qu'elle est déjà sous le vocable de Saint-Pierre.
À la fin du XVe siècle ou au début du XVIe siècle, une nouvelle église remplace le sanctuaire médiéval. De cette église reconstruite, il ne subsiste plus, actuellement, que le clocher-tour, qui atteignait 34 mètres de hauteur, à la fin du XVIIIe siècle du moins. Aux XVIIIe et XIXe siècles, l'église de Vouzon fut victime de divers accidents. Dans la nuit du 16 au 17 août 1724, la foudre tombe sur le clocher, et incendie et endommage la boîte de l’horloge de la tour. De 1860 à 1862, d'importants travaux de rénovation de l’église sont réalisés à l’initiative du curé Laroche, et avec la contribution financière personnelle de l’empereur Napoléon III, alors propriétaire du domaine de la Grillère. La galerie latérale extérieure couverte et carrelée (comparable à celle subsistant à  l’église de la paroisse voisine de Souvigny-en-Sologne) est démolie et remplacée par deux chapelles latérales. Cette église rénovée est consacrée le 8 avril 1862 par l’évêque de Blois, Mgr Pallu du Parc. Le 20 octobre 1868 (six ans seulement après les importants travaux de rénovation du début des années 1860) des cierges mal éteints provoquent l’incendie de la partie gauche du sanctuaire, du retable, des stalles et des lambris, détruisant les peintures du plafond lambrissé datant de l’époque Louis XIII. Dans la nuit du 21 au 22 juillet 1887, l’église est entièrement détruite par l'incendie, à l’exception de la maçonnerie du clocher-tour, au cours d’un orage d’une violence inouïe. Grâce principalement à la générosité de tous les paroissiens de Vouzon, le bâtiment est rapidement reconstruit  sous la direction de l’architecte Lafargue, avec des vitraux dus au maître verrier Lorin, de Chartres. L’église reconstruite (avec le clocher dont la hauteur est portée à 42 mètres) est consacrée le 19 septembre 1889 par l’évêque de Blois, Mgr Laborde.

## Description

### La tour clocher
Le clocher possède trois cloches fondues par Bollée : 
- Angélus, sonne le La.
- Anne-Sylvine-Amélie, sonne le Fa dièse.
- Marie-Henriette-Élisabeth, sonne le Ré.

Dans le porche, se situe le tableau de Saint Jean-Baptiste prêchant dans le désert.

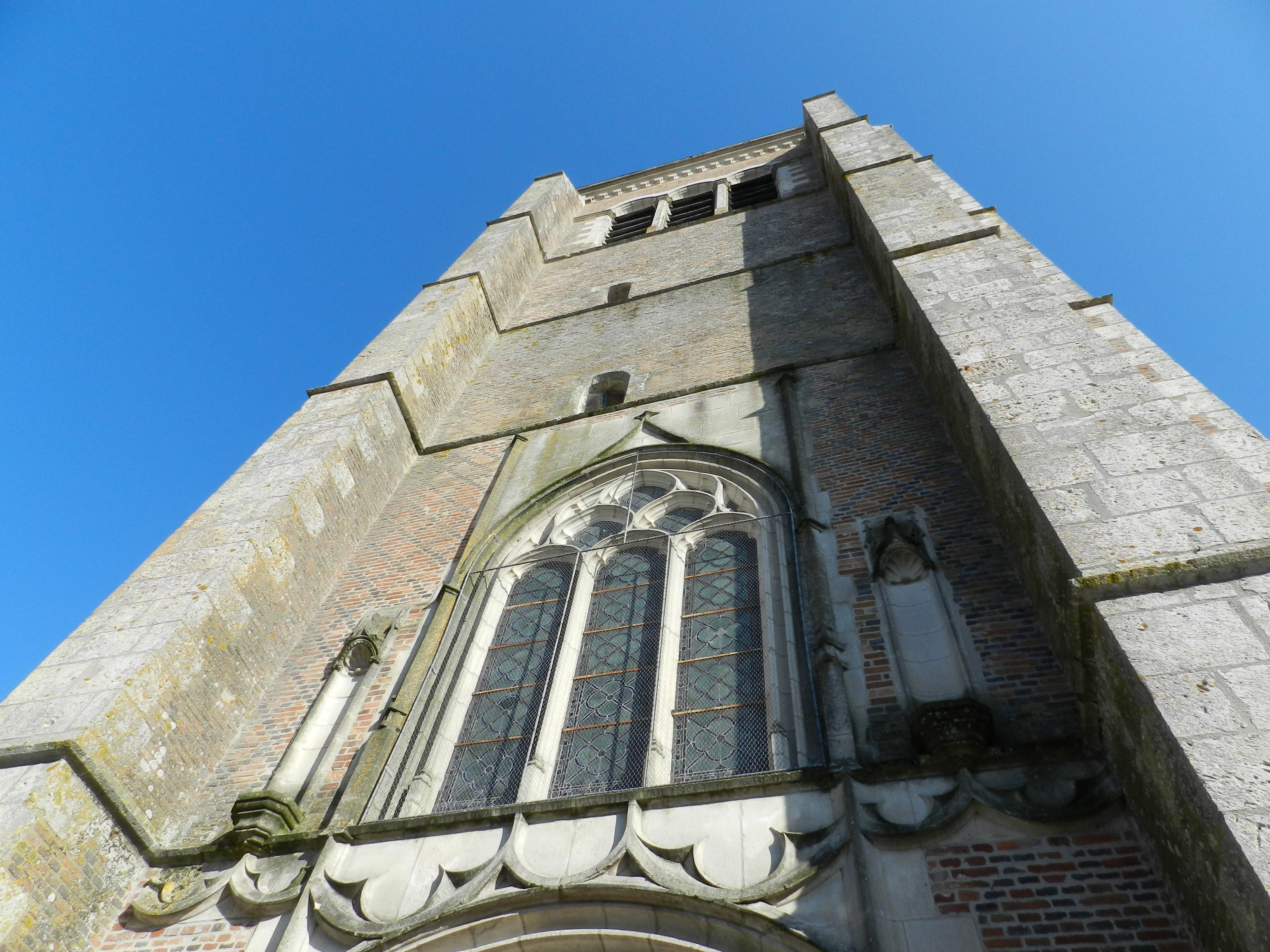
La façade ouest.
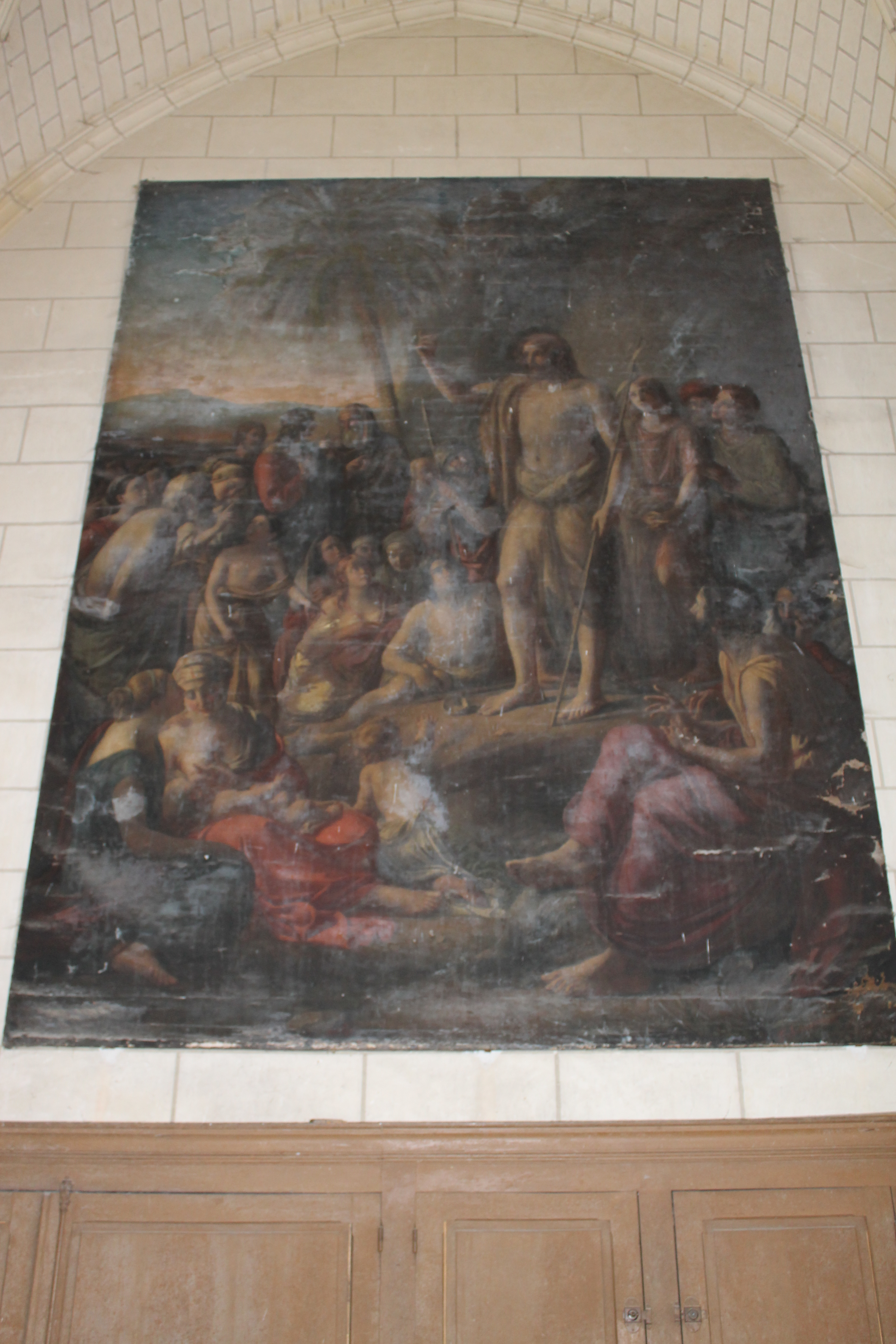
Le tableau de Saint Jean-Baptiste.
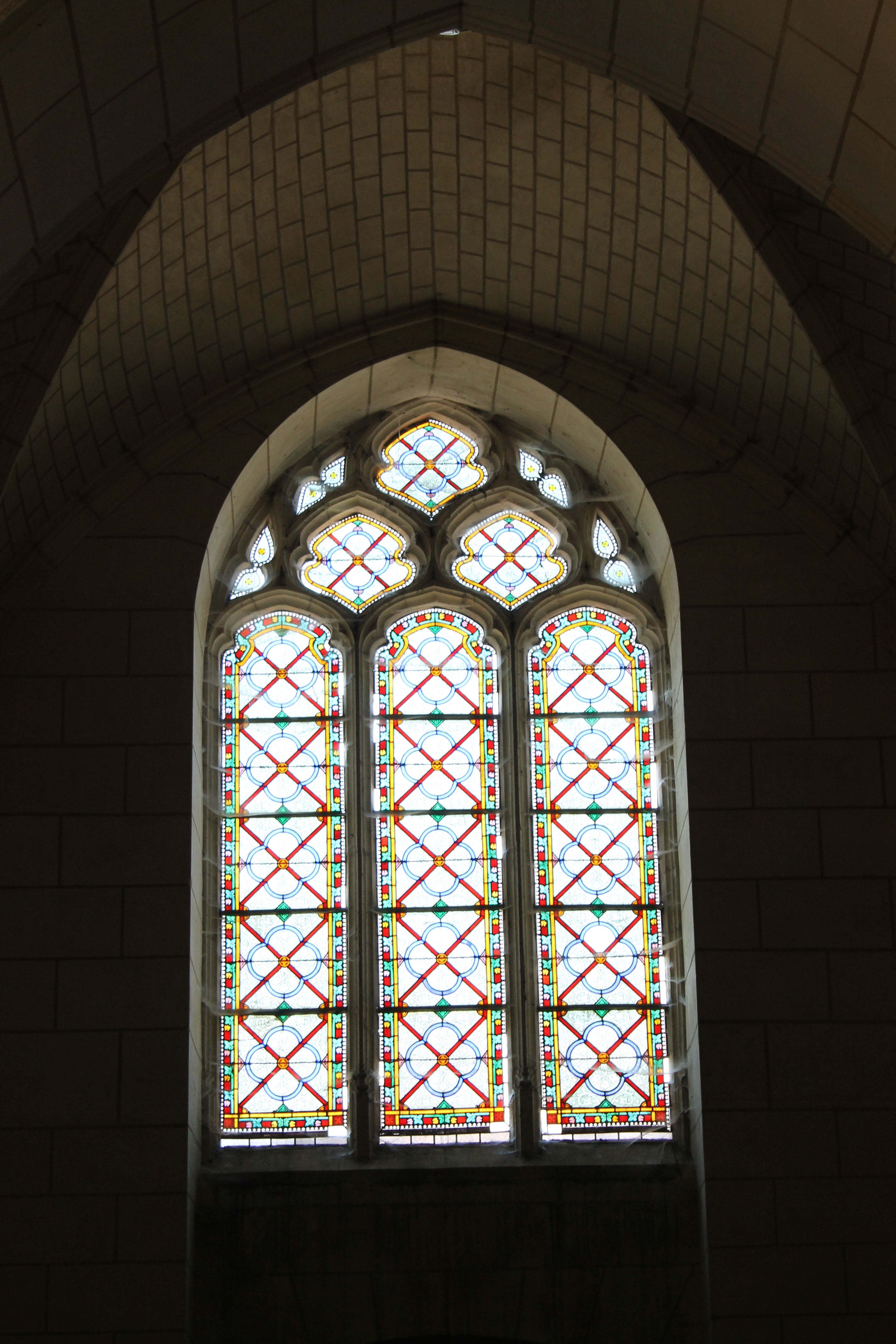
Le vitrail.
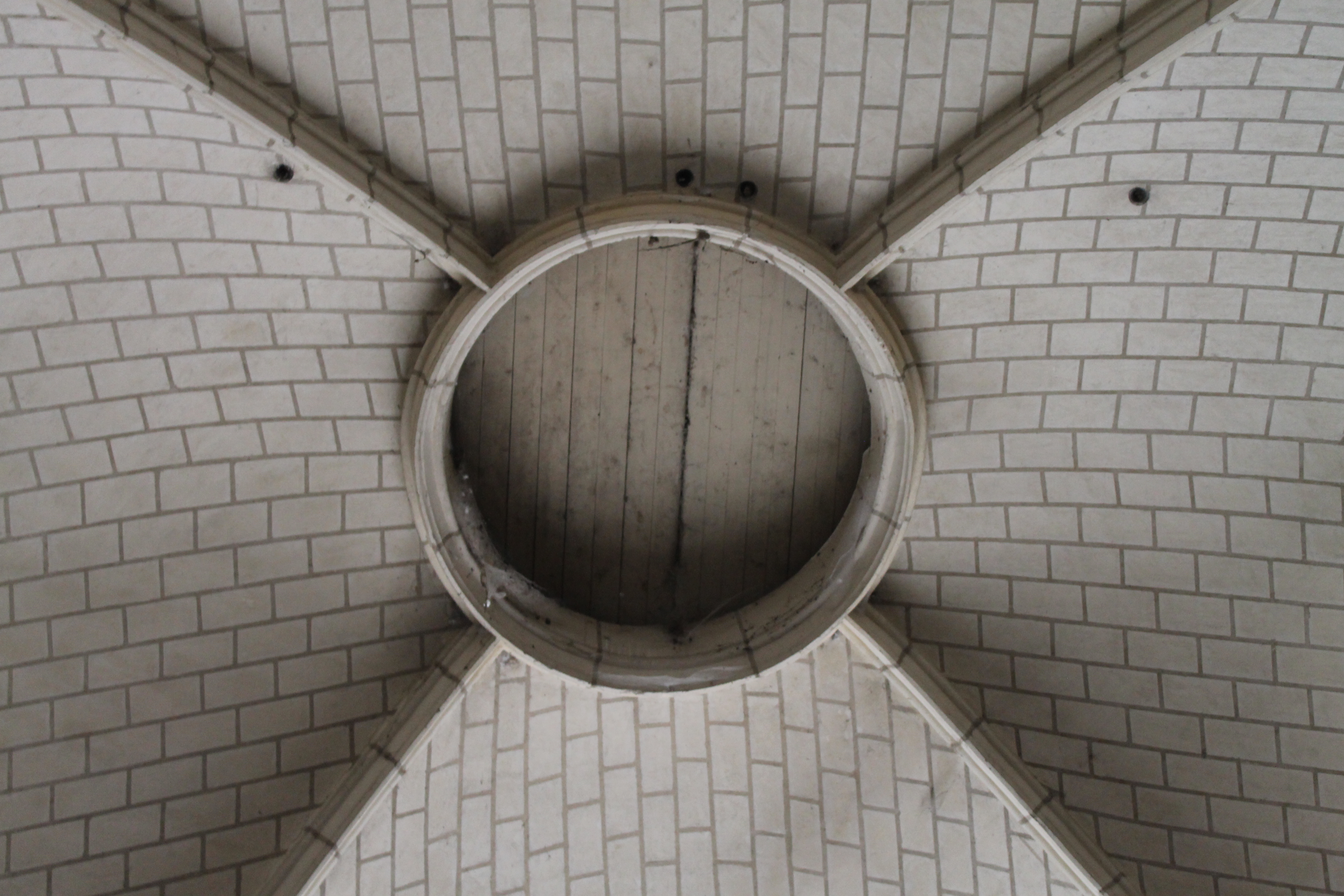
Le clocher.
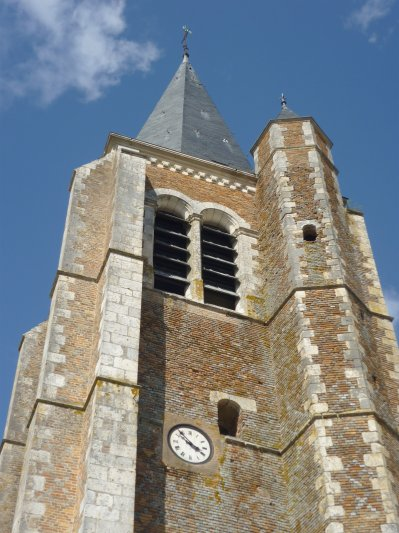
La façade sud.

### La nef
La nef est le lieu central de l'église. Elle possède un crucifix et des lustres en cristal de baccarat.

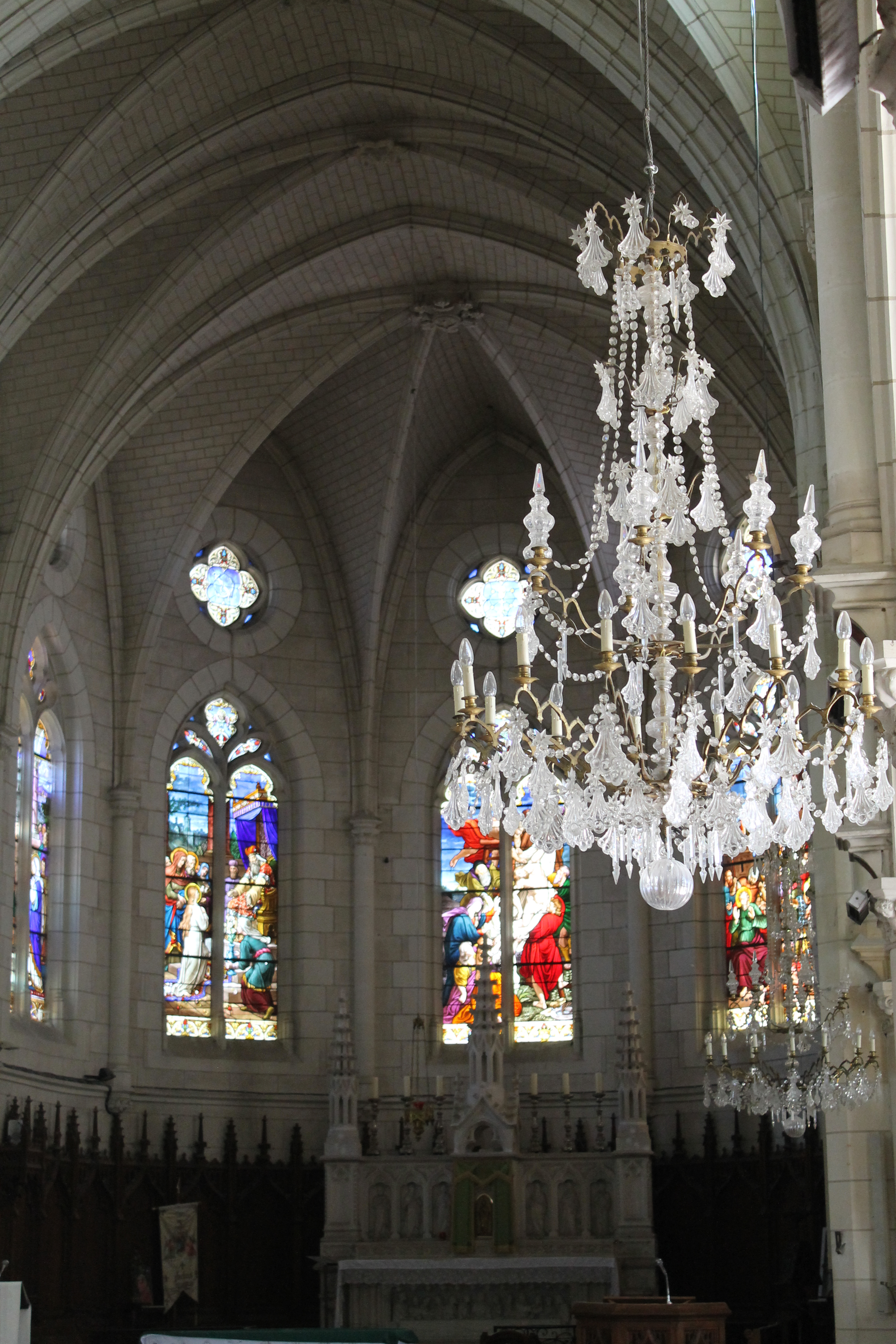
Le lustre.
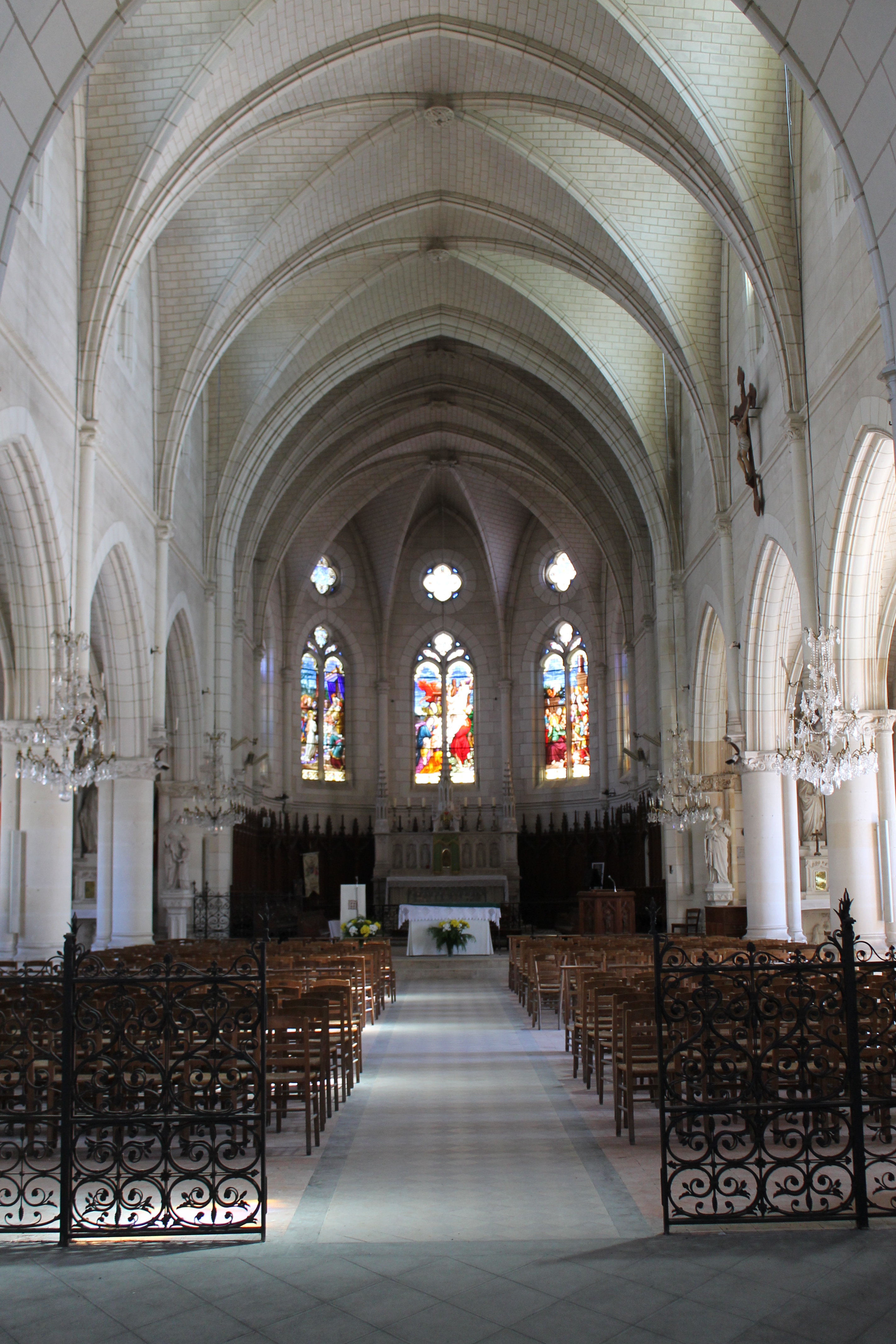
La nef.
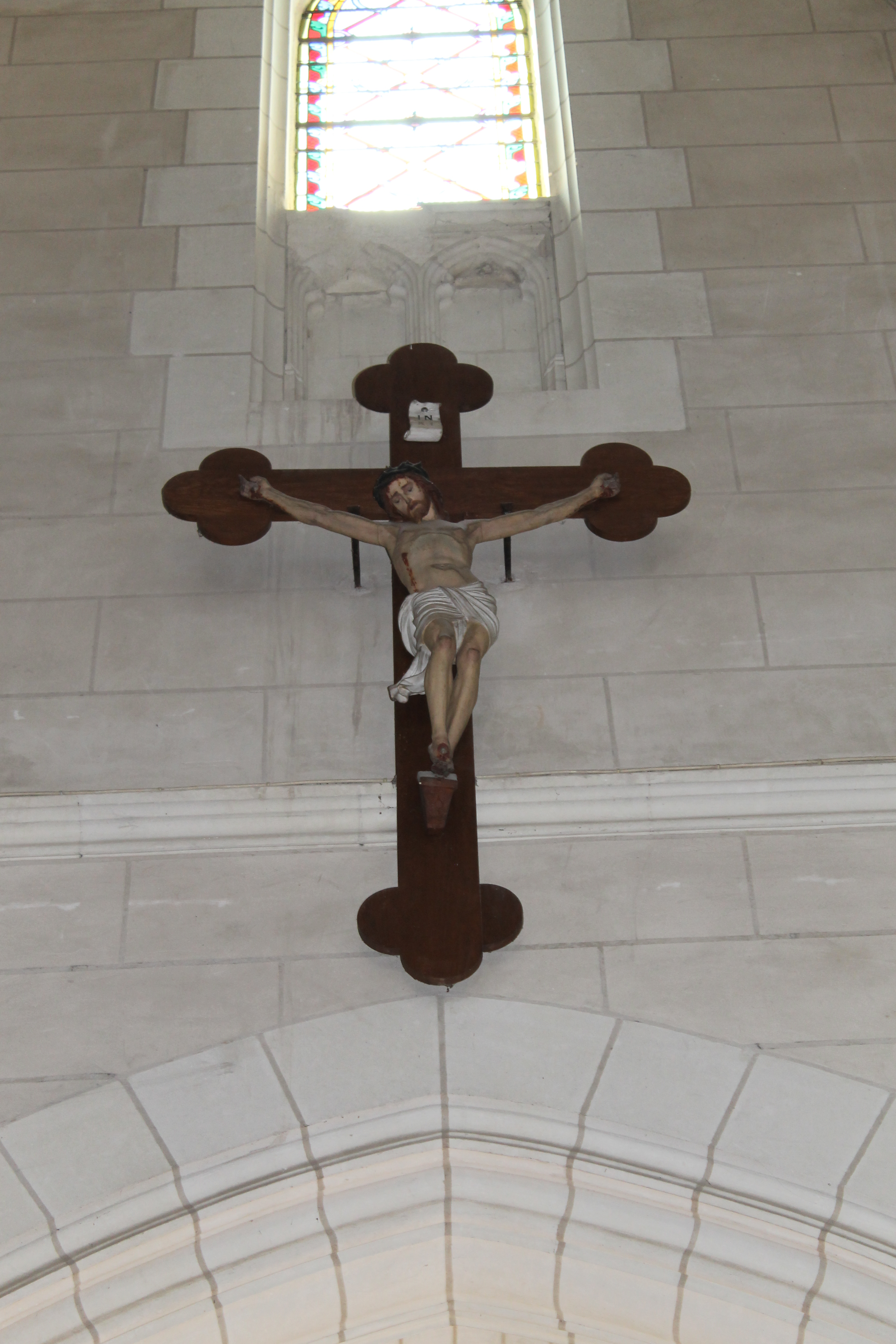
Le crucifix.
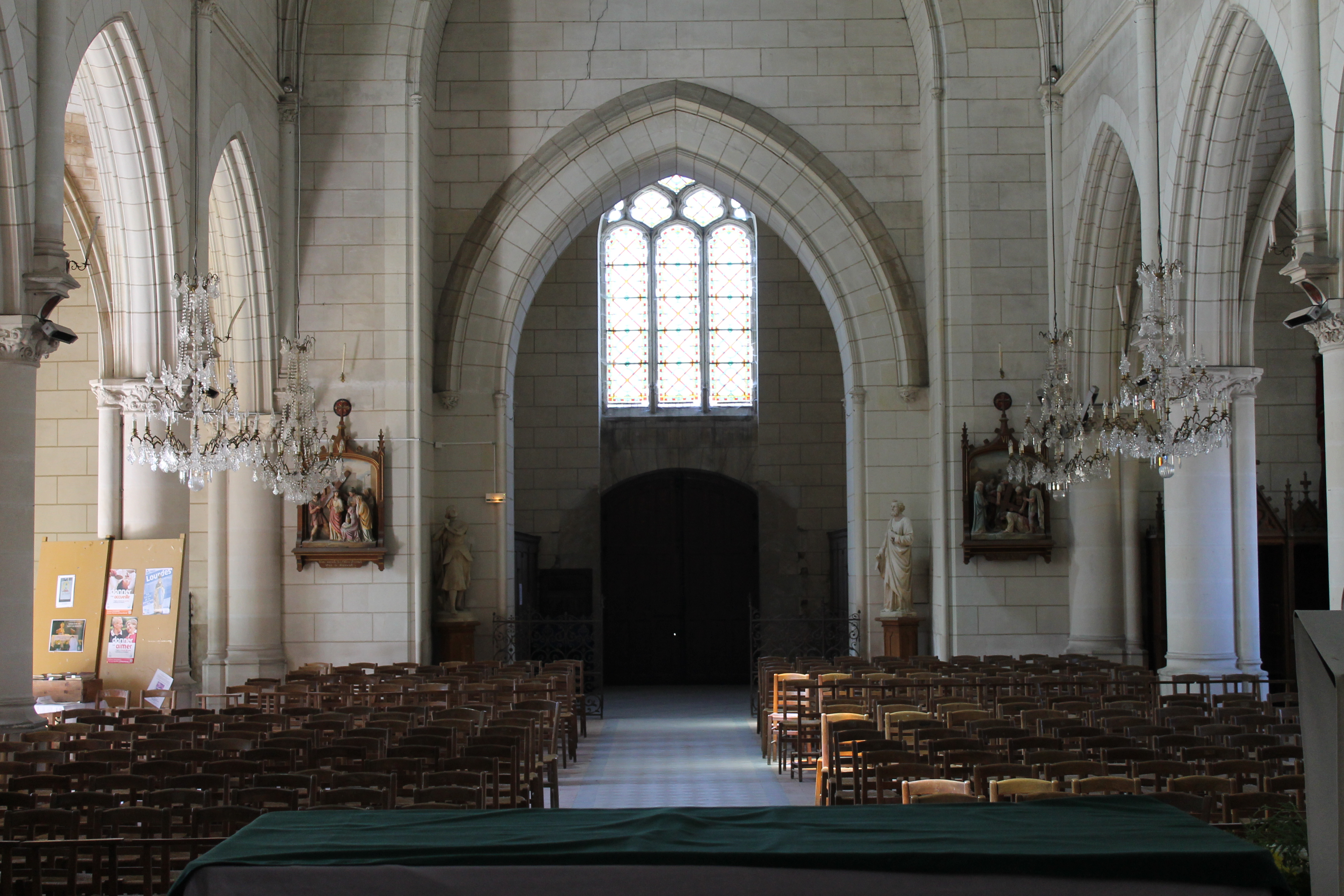
Vue du chœur.

### Le chœur
Cinq vitraux forment l'abside et représentent le mariage de Joseph et Marie, la Présentation de Marie au Temple, la descente de croix inspiré de l'œuvre de Rubens, le reniement de Saint Pierre et la remise des clefs du paradis par Jésus à Pierre créés par l'atelier Lorin de Chartres. Au-dessus de ces vitraux, quelques rosaces montrent des signes du Christ et de Marie. Le maître-autel est représenté par la Cène et sur le tabernacle, un Christ y est représenté. La grille de fer forgé du chœur datant du XVIIIe siècle est classée.

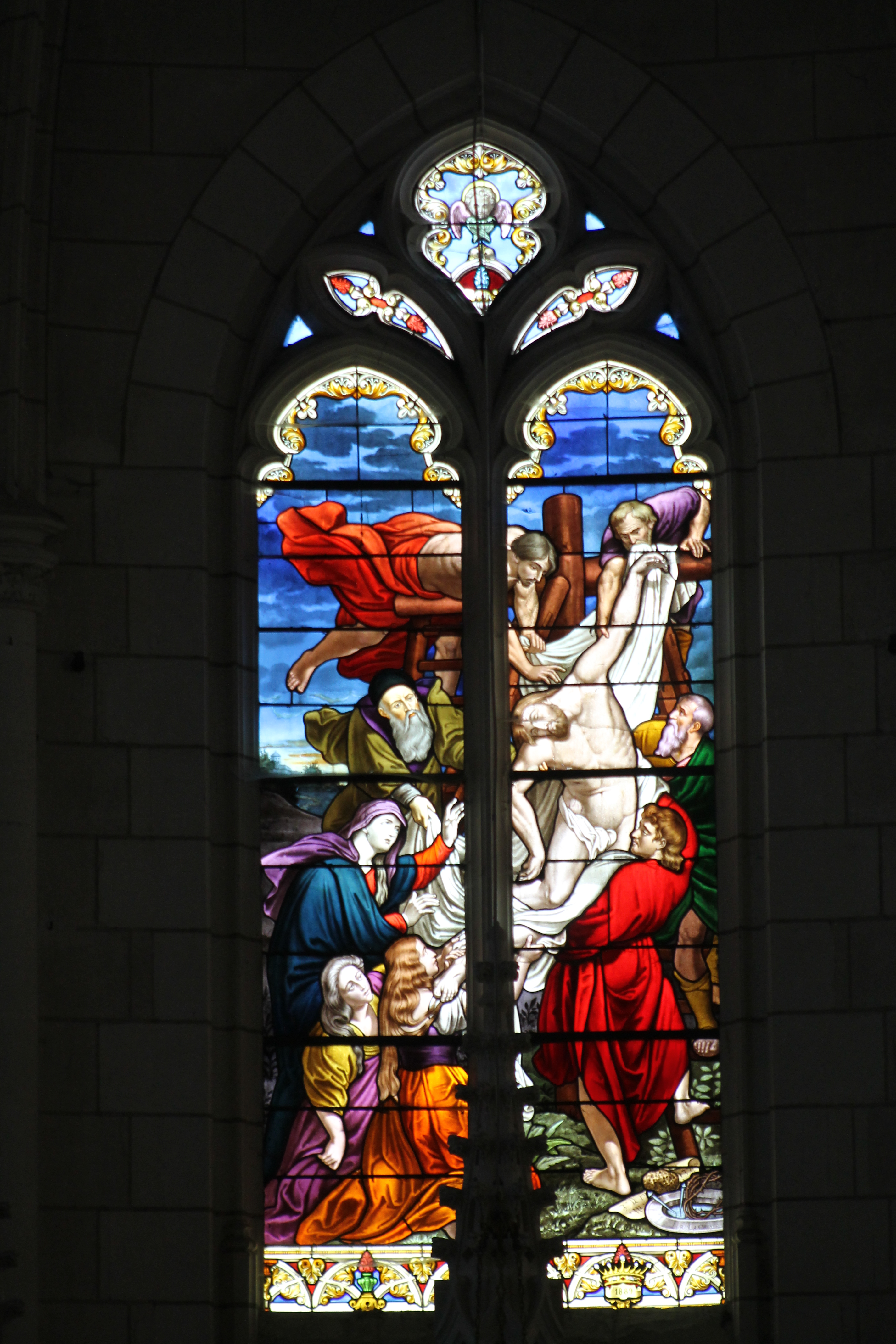
Le vitrail de la croix.
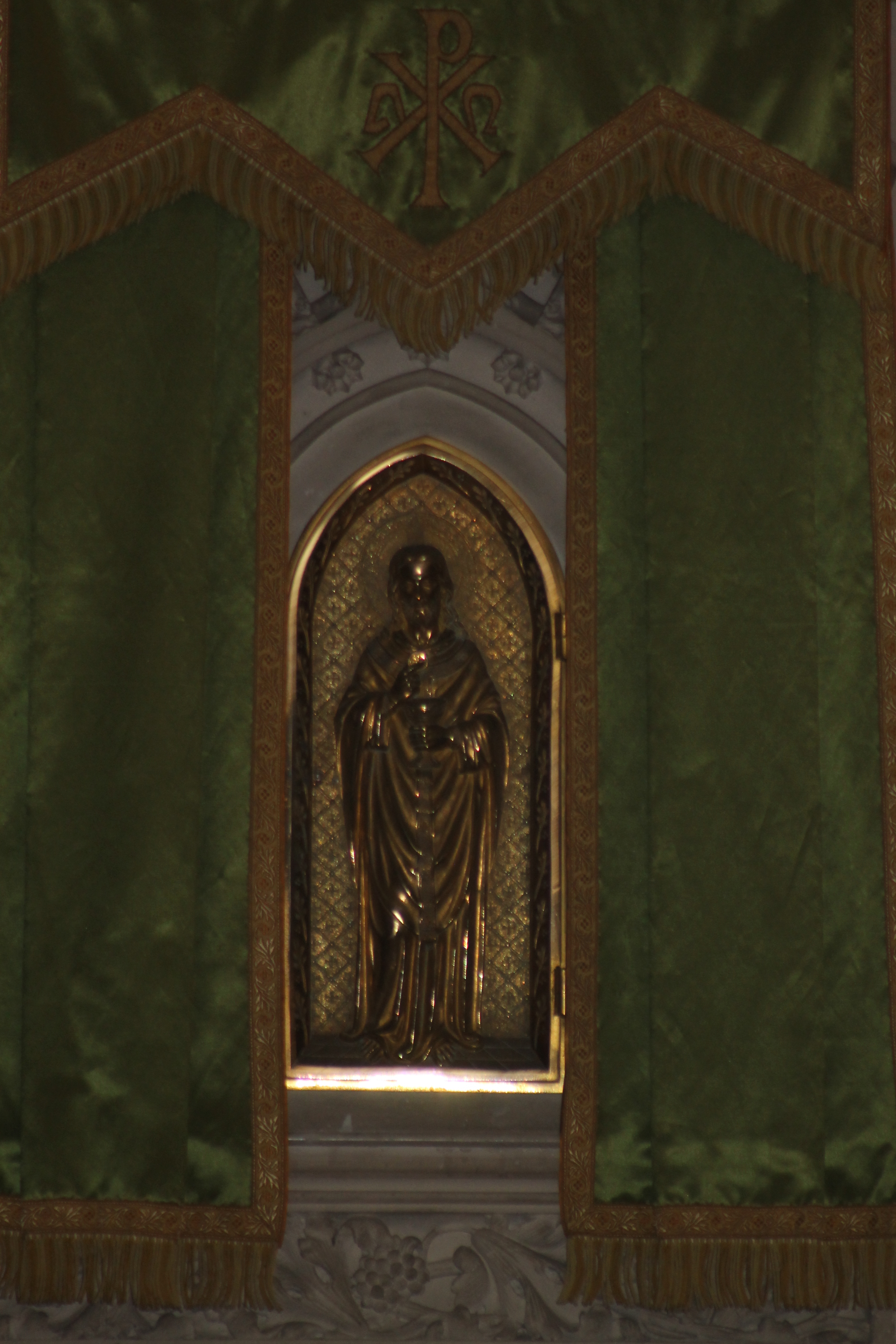
Le tabernacle.
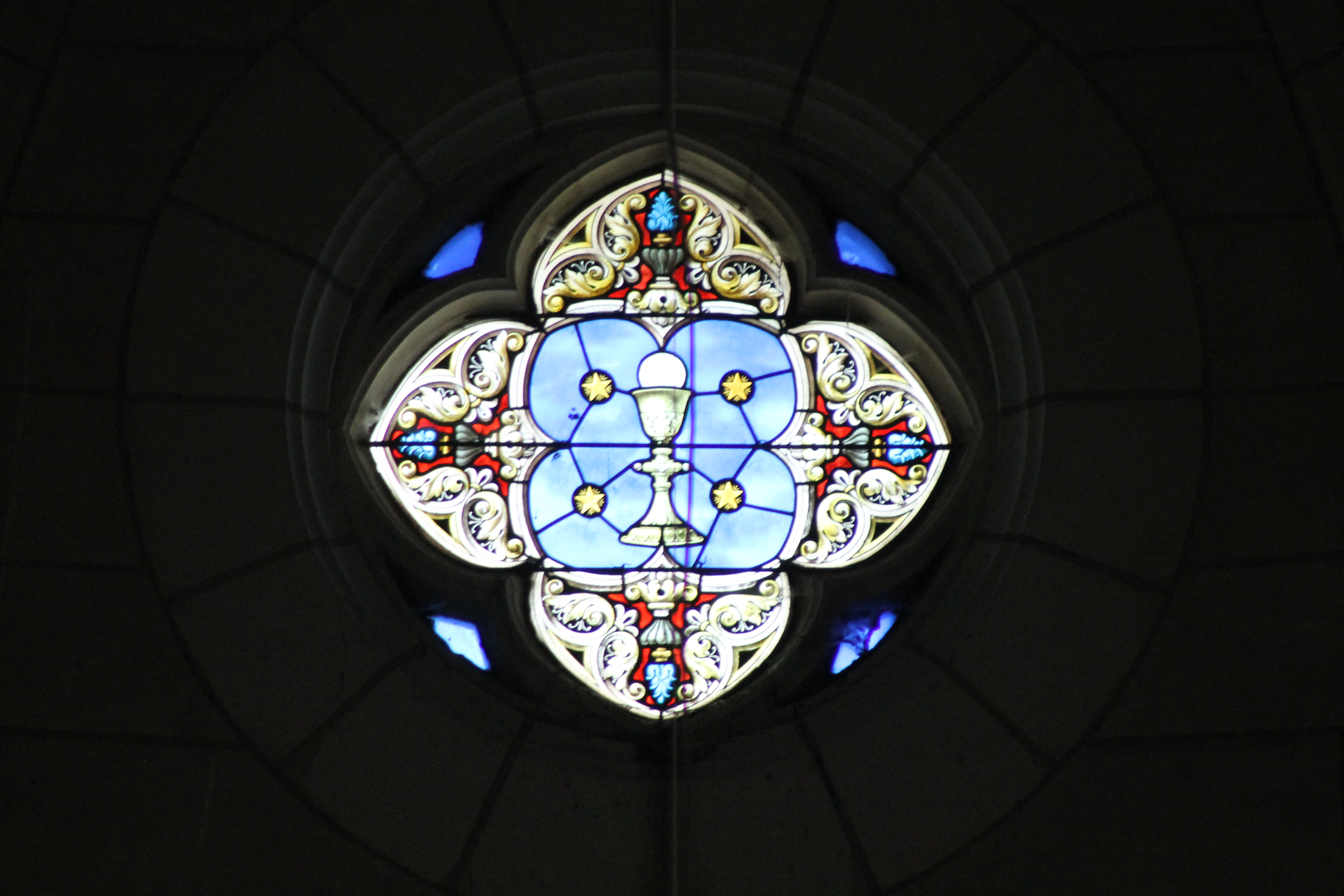
Le vitrail de l'eucharistie.
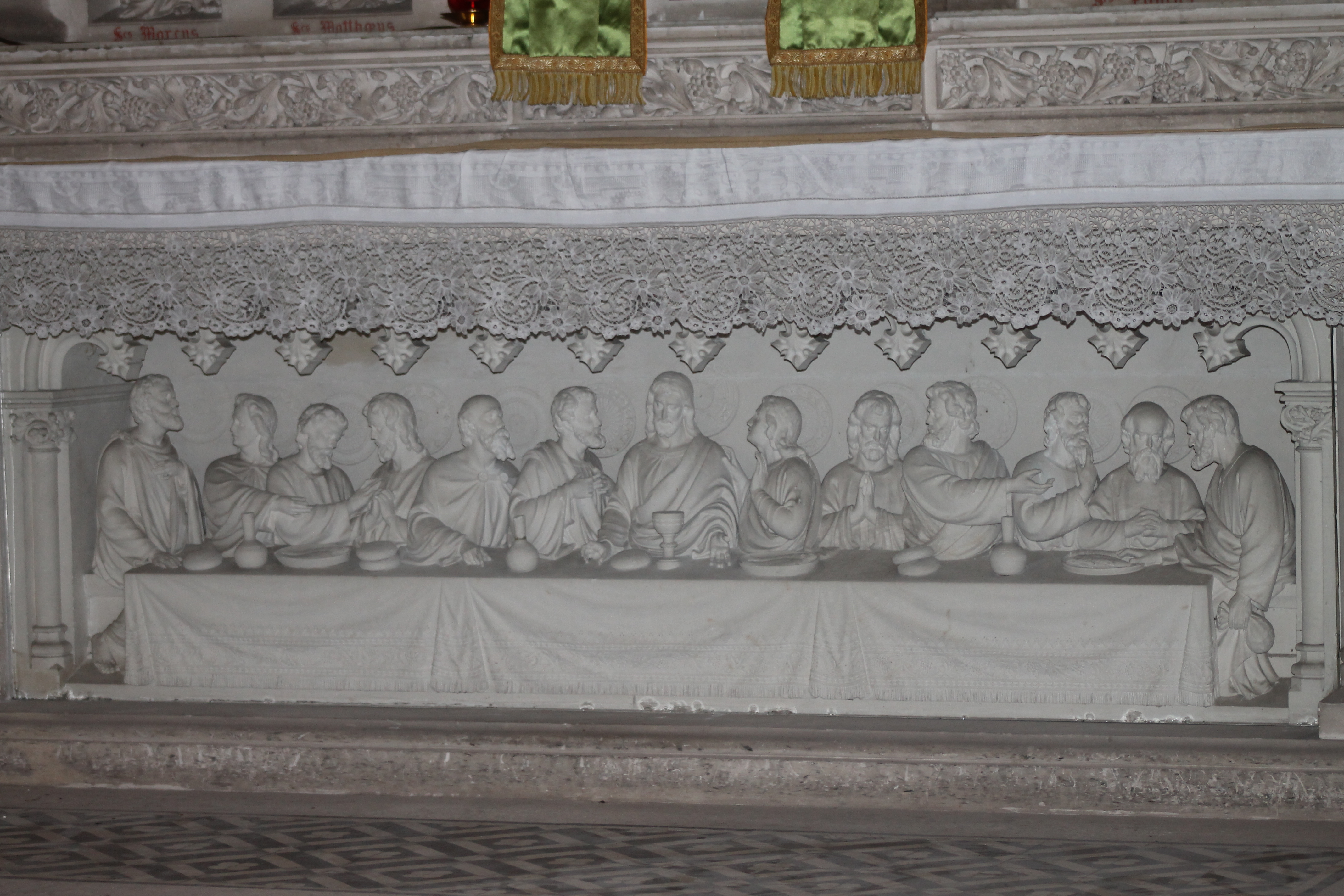
La frise de la Cène.
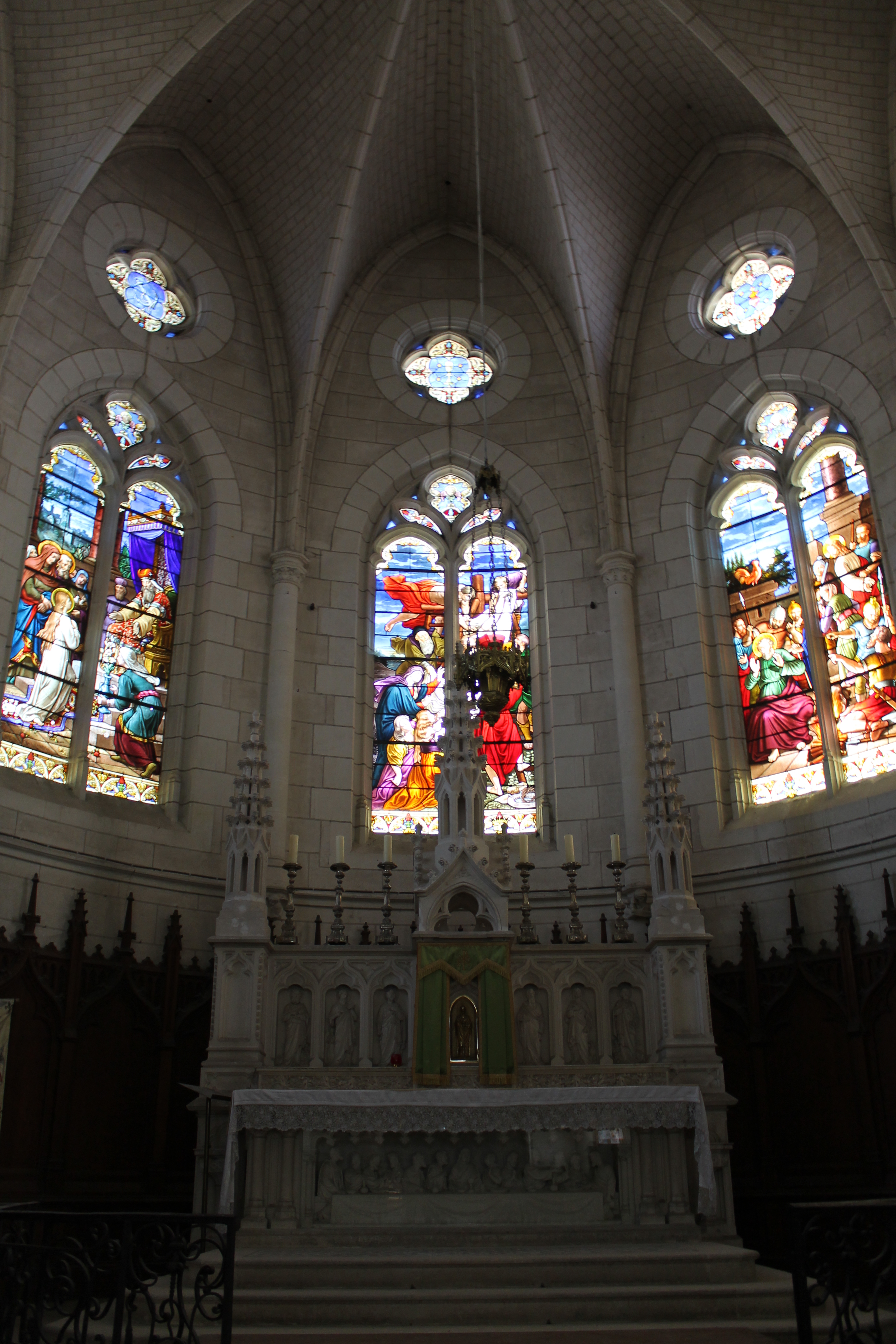
Le maître-autel.

### La chapelle du Sacré-Cœur
La chapelle du Sacré-Cœur possède un autel avec une statue du Christ au Sacré-Cœur et un autre de Notre-Dame-des-Victoires avec l'enfant Jésus. Au fond, se trouve le confessionnal, on y voit également les statues de Sainte Thérèse de Lisieux, Saint Jean-Marie Vianney, Sainte Anne et un vitrail du Christ Roi.

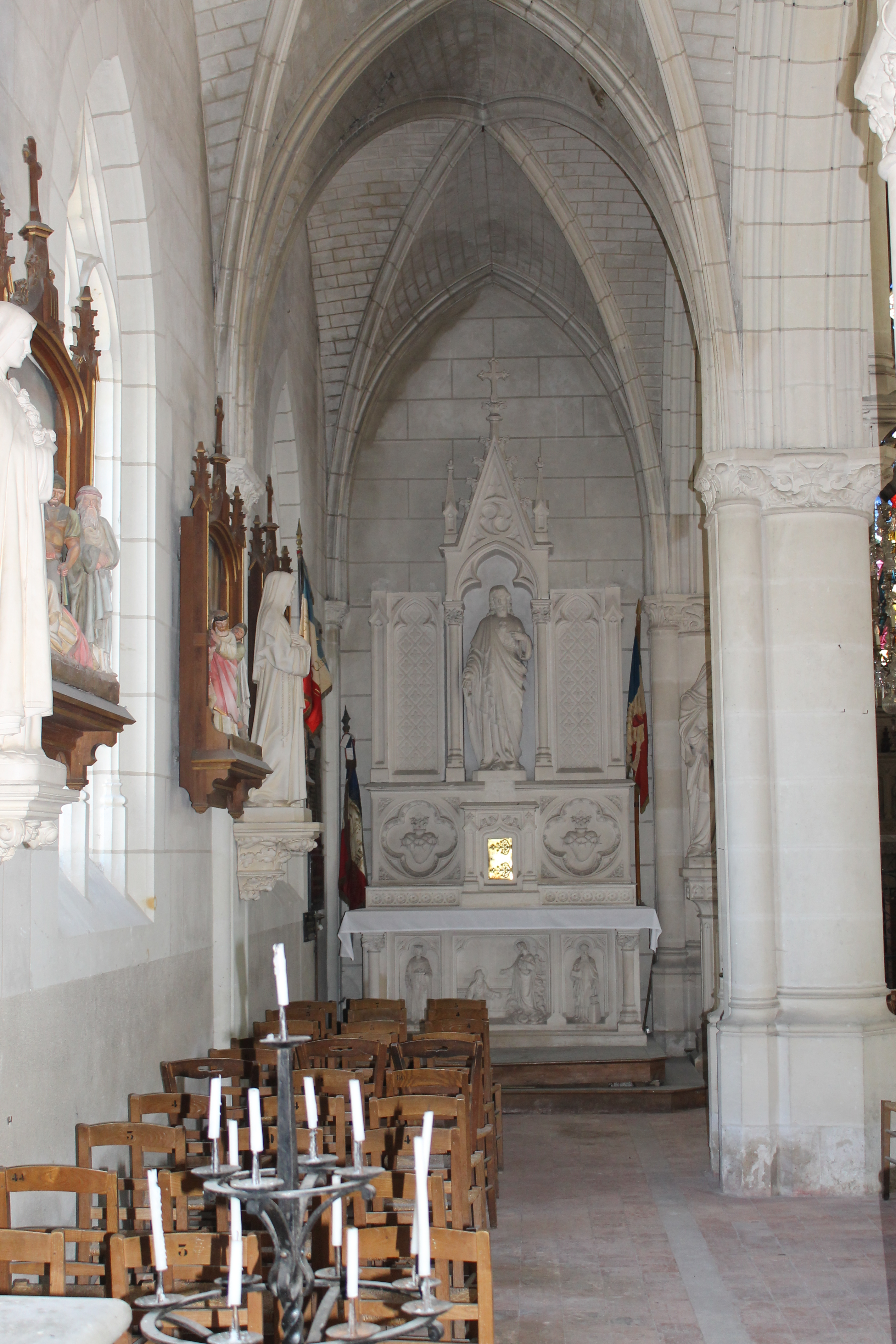
La chapelle.
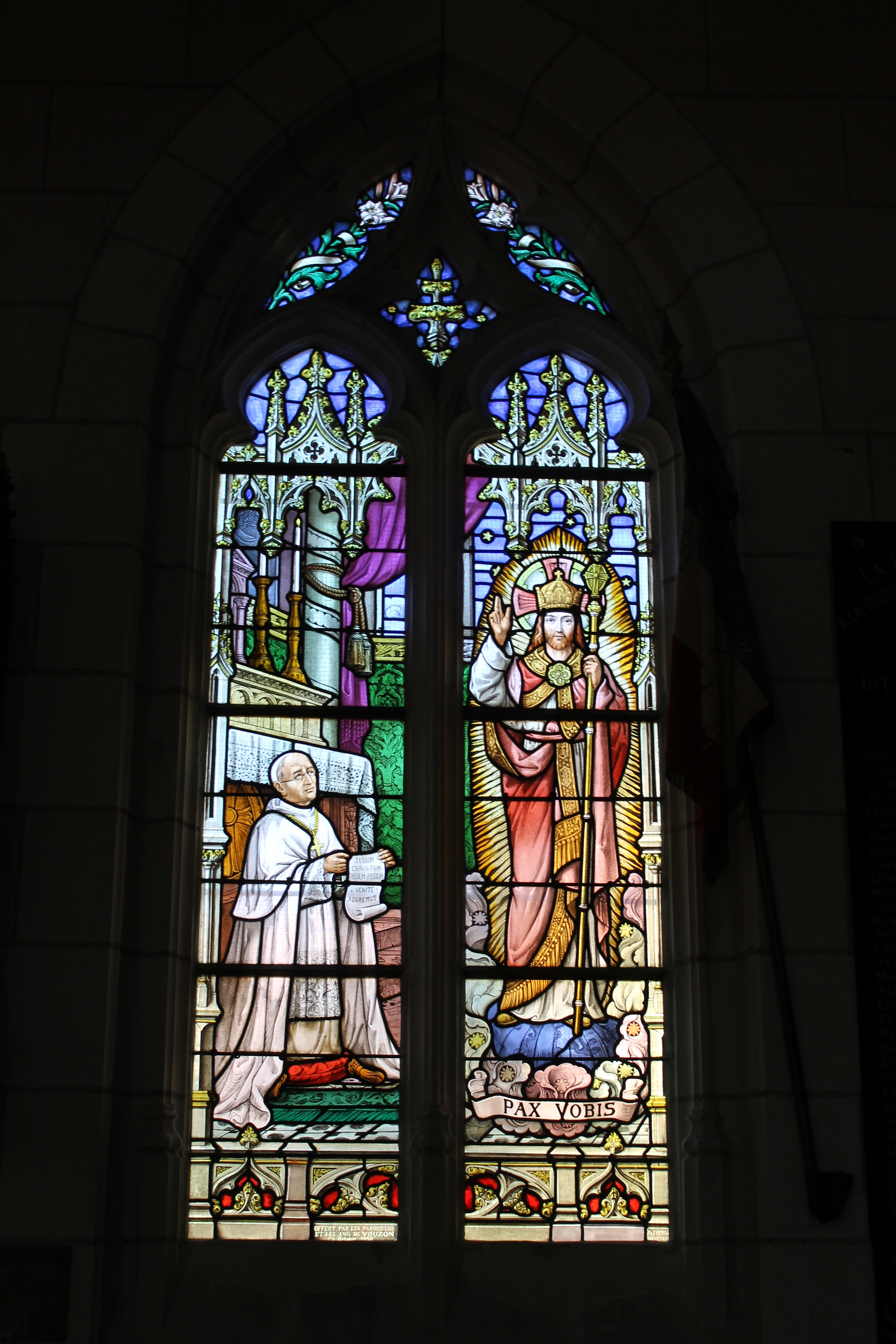
Le vitrail du Christ Roi.
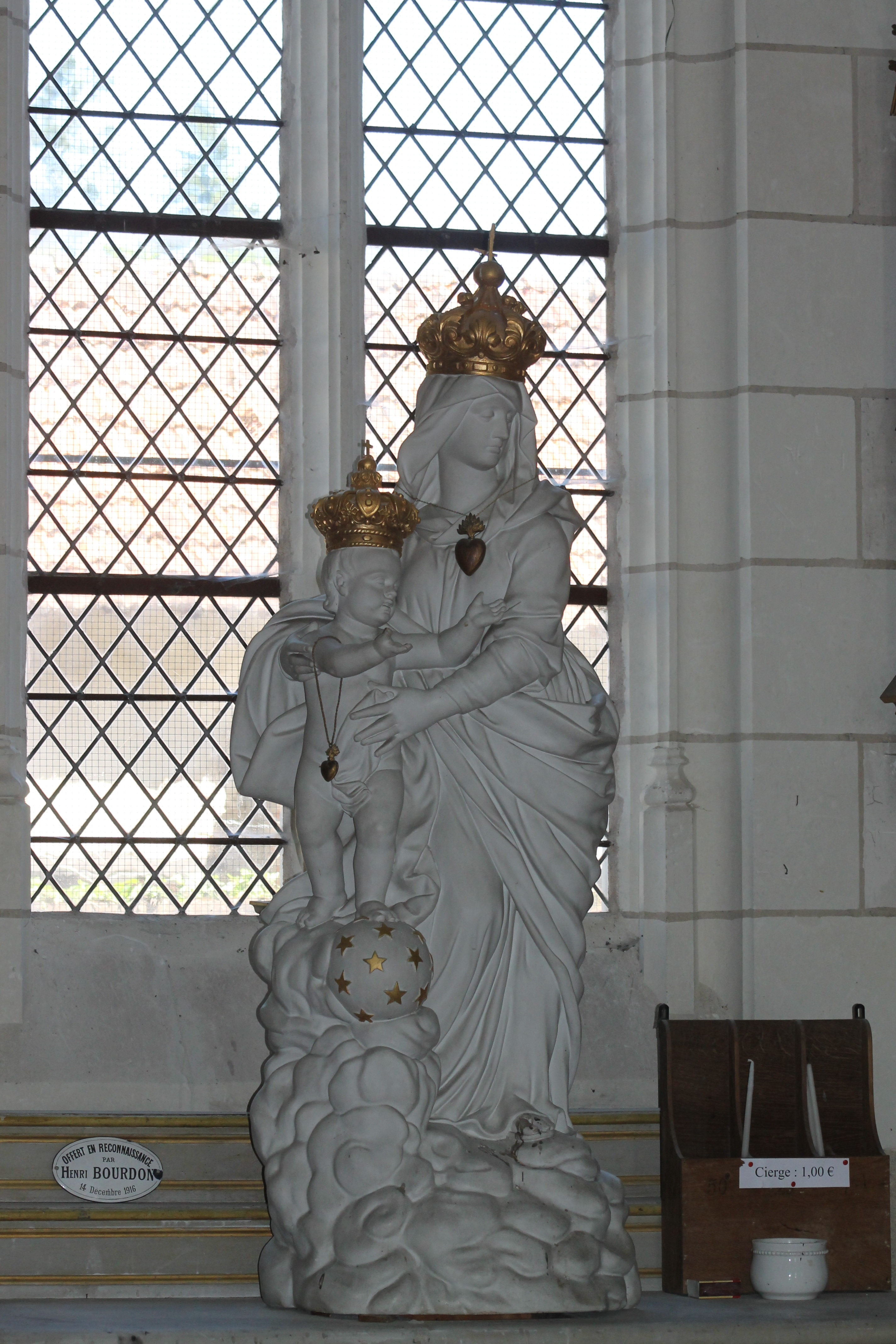
Notre-Dame des Victoires.
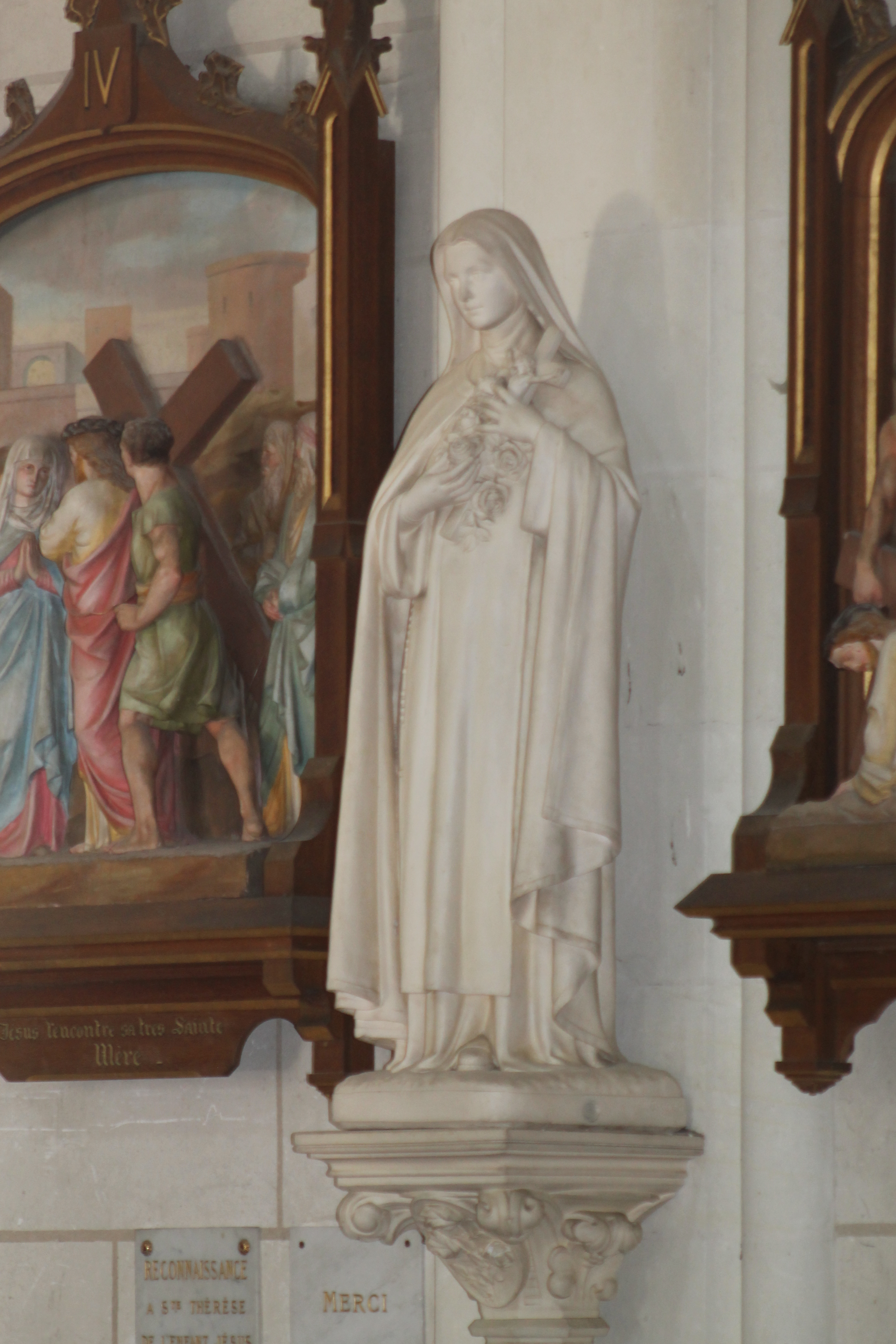
Sainte Thérèse de Lisieux.
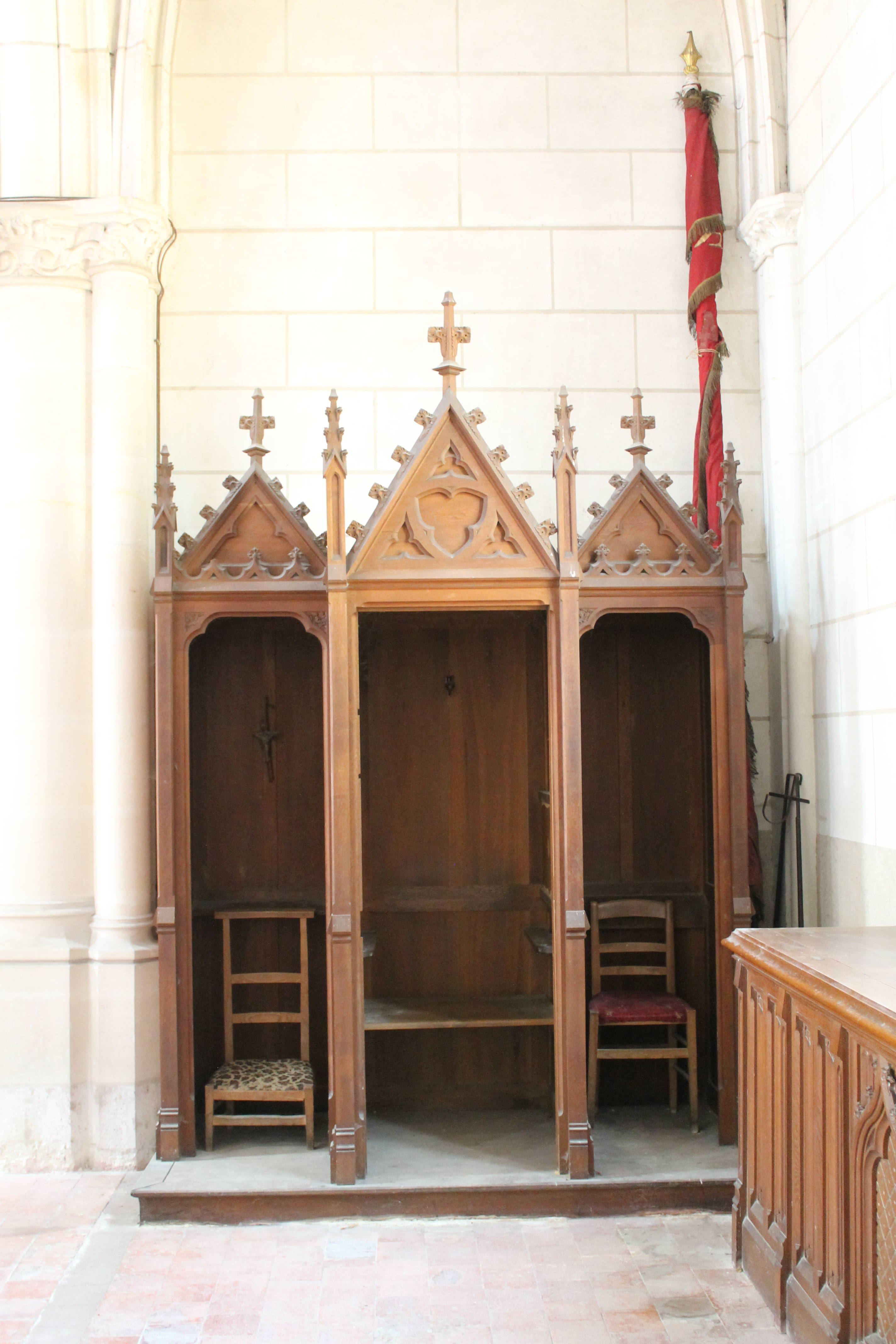
Le confessionnal.
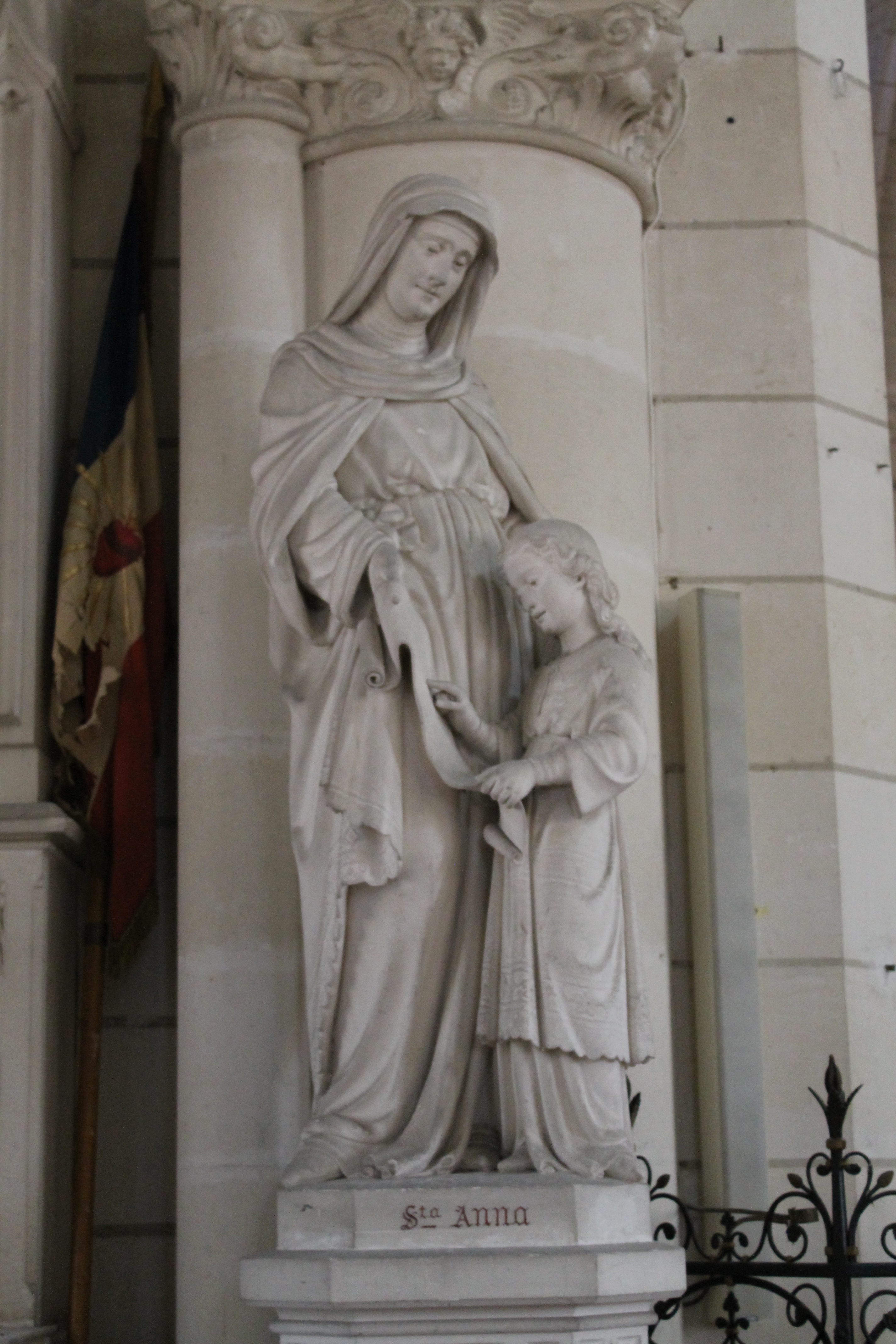
Sainte Anne.

### La chapelle Notre-Dame
La chapelle Notre-Dame possède un autel racontant la vie de la Vierge Marie. On y voit le vitrail des  apparitions de Lourdes restauré en 2014 et les statues de Saint Michel, Saint Blaise et Saint Joseph. Elle possède une peinture sur toile du XVIIe siècle représentant la Sainte Famille.

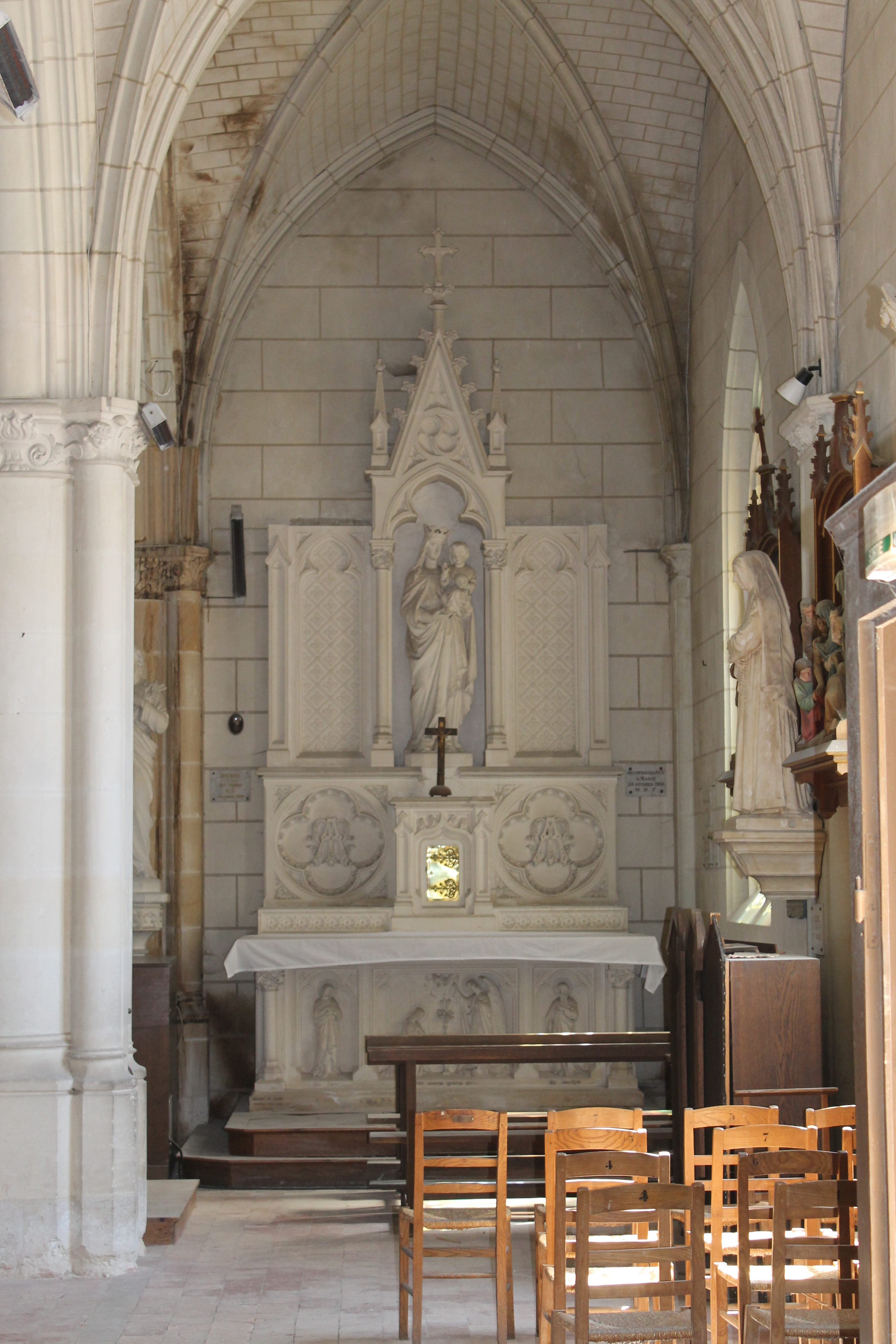
La chapelle.
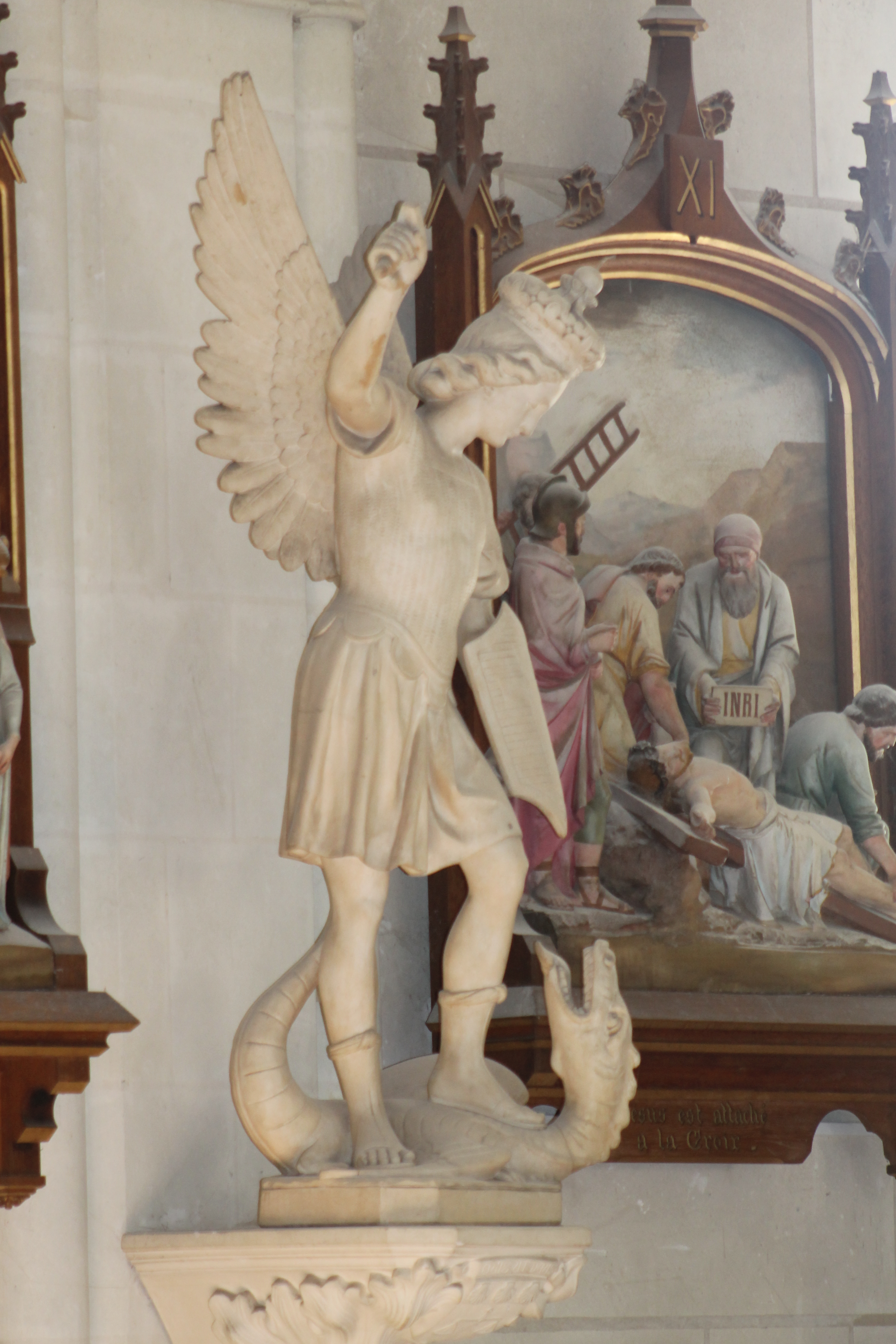
Saint Michel.
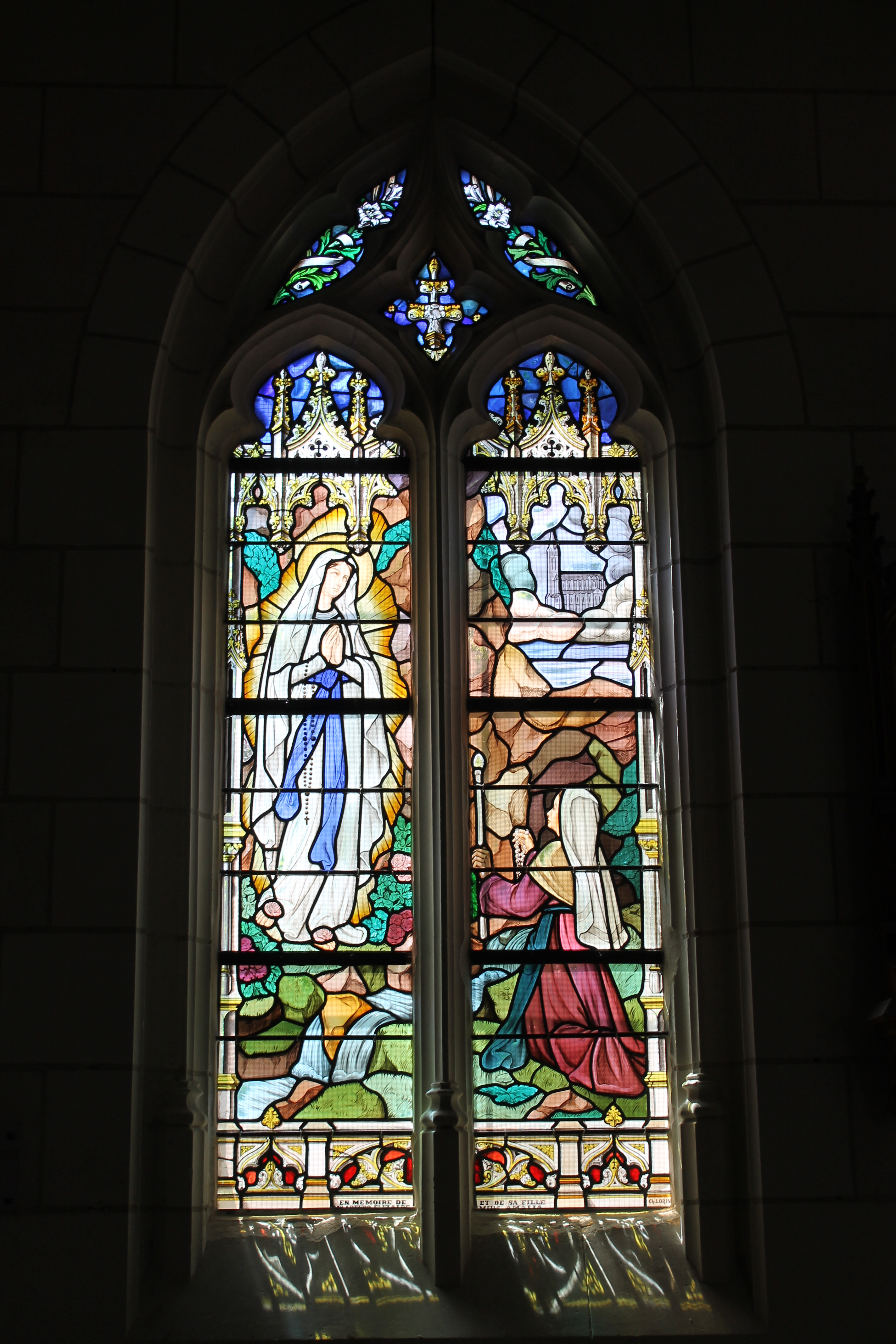
Le vitrail de Lourdes.
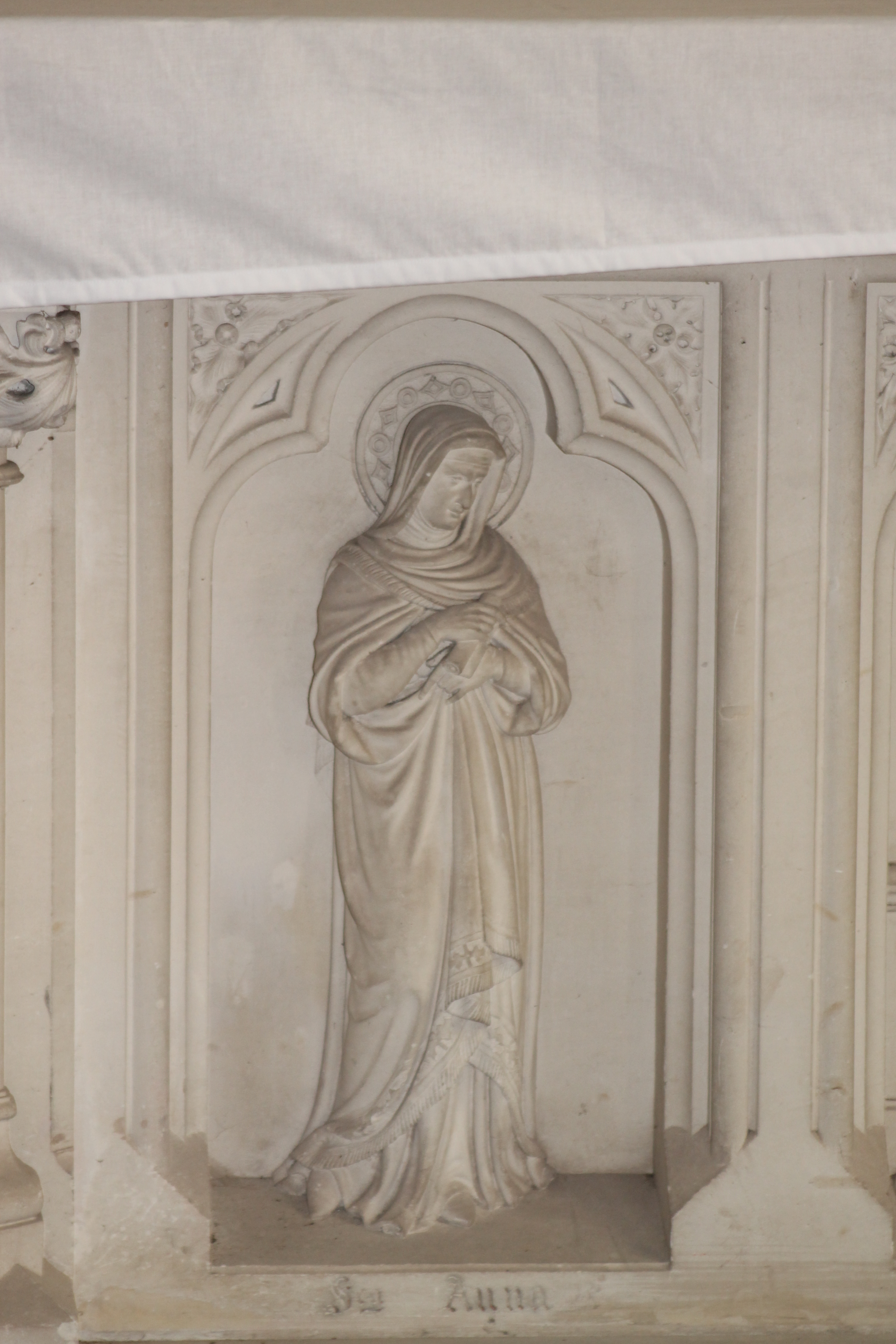
Sainte Anne.

### Les fonts baptismaux
Les fonts baptismaux sont le lieu où se déroule les baptêmes. Il est en pierre orné d'un couvercle surmonté d'une croix et possède une grille de fer forgé. On y trouve également le cierge pascal.

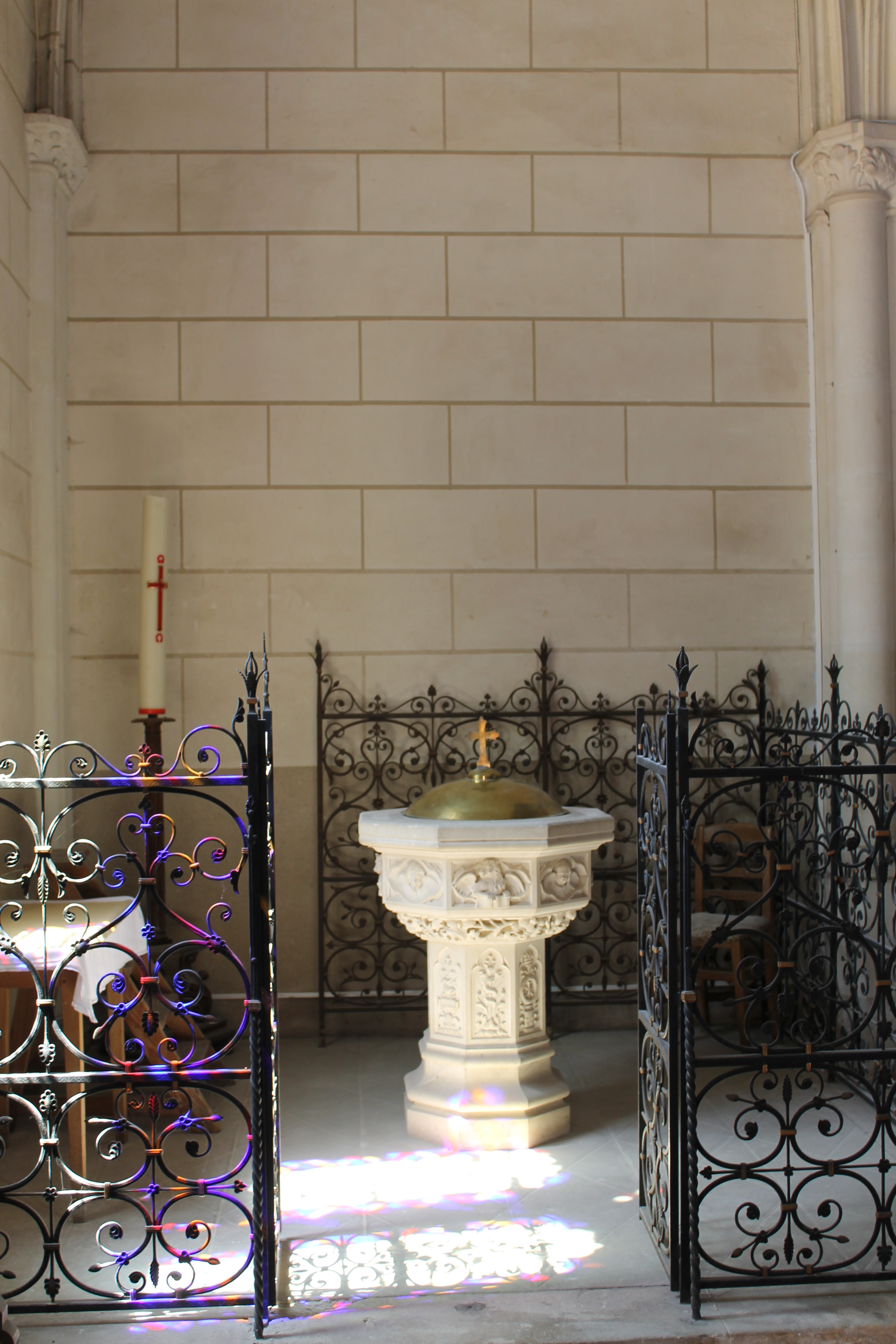
Les fonts baptismaux.
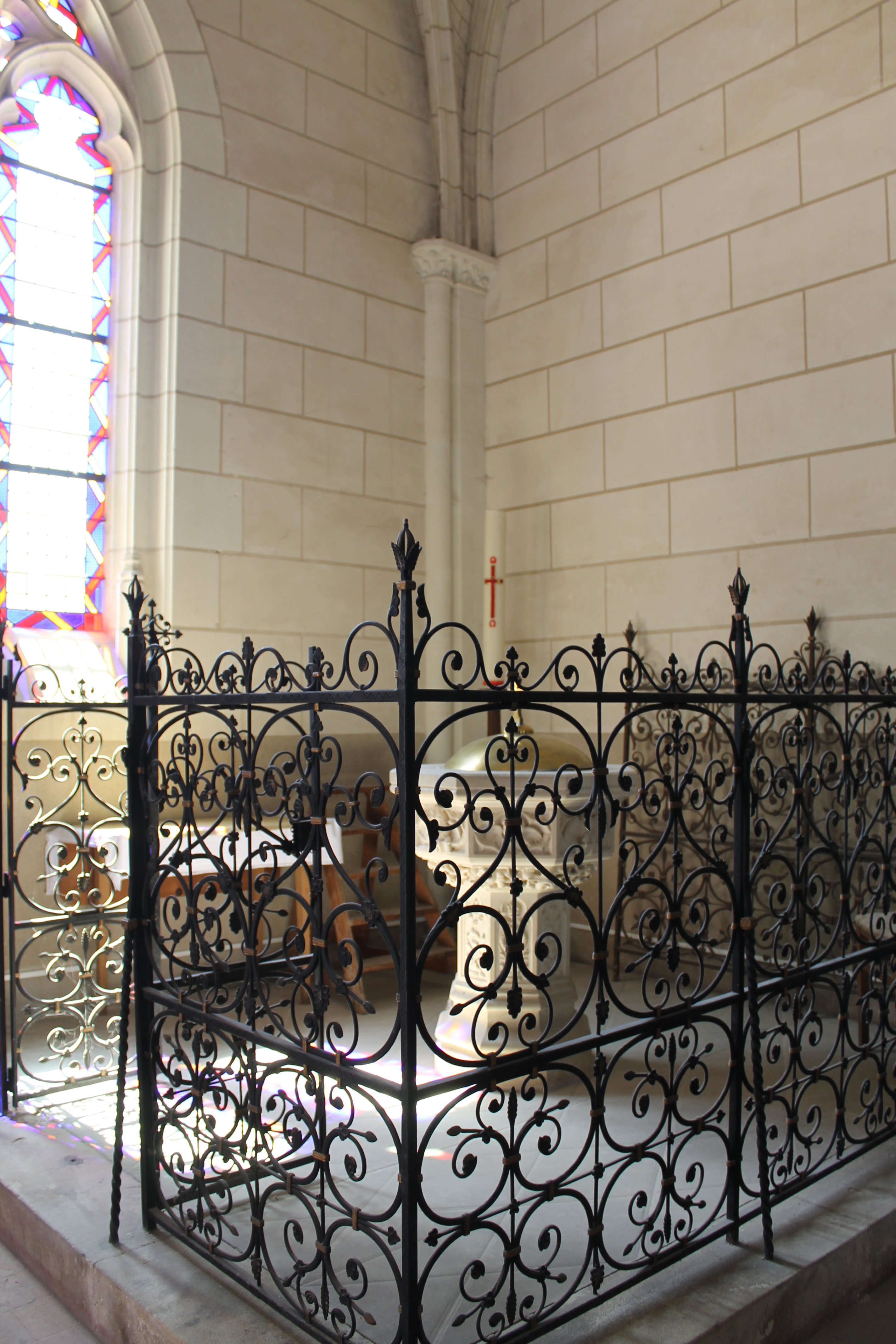
La grille de fer forgé.

### Le chemin de croix
Le chemin de croix et ses quatorze stations sont présents sur les murs des bas-côtés dans les chapelles Notre-Dame et du Sacré-Cœur.

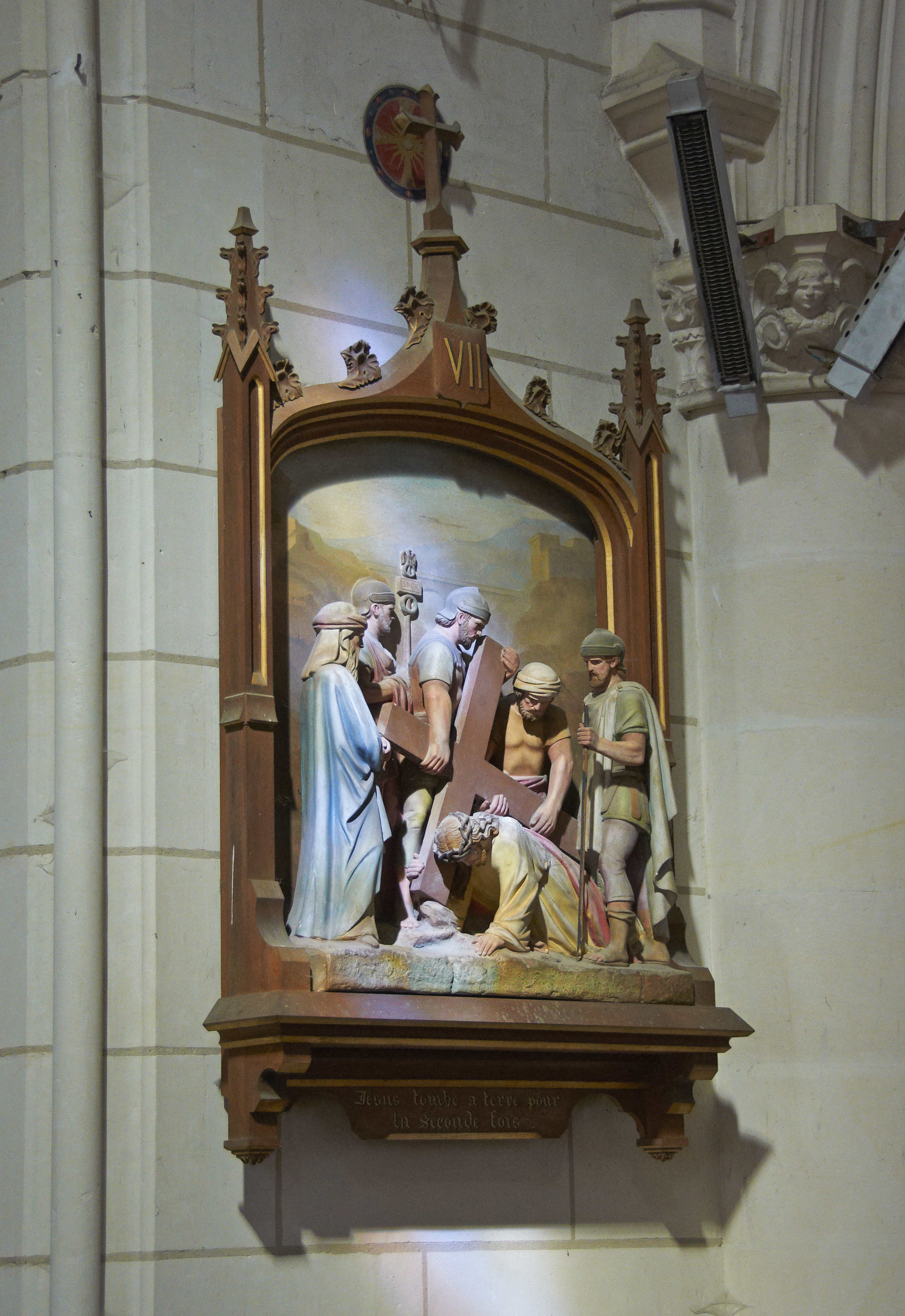
La septième.
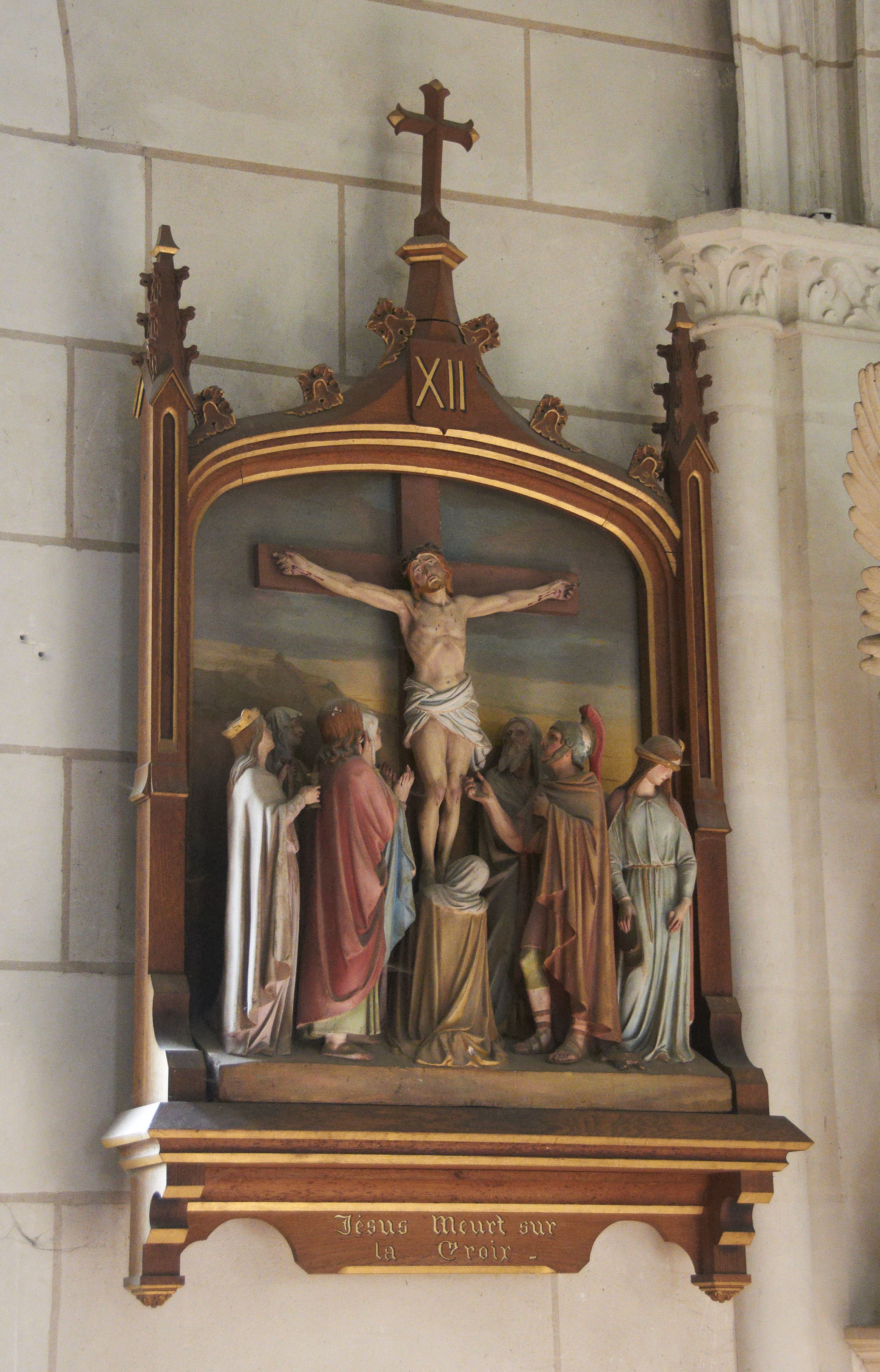
La douzième.
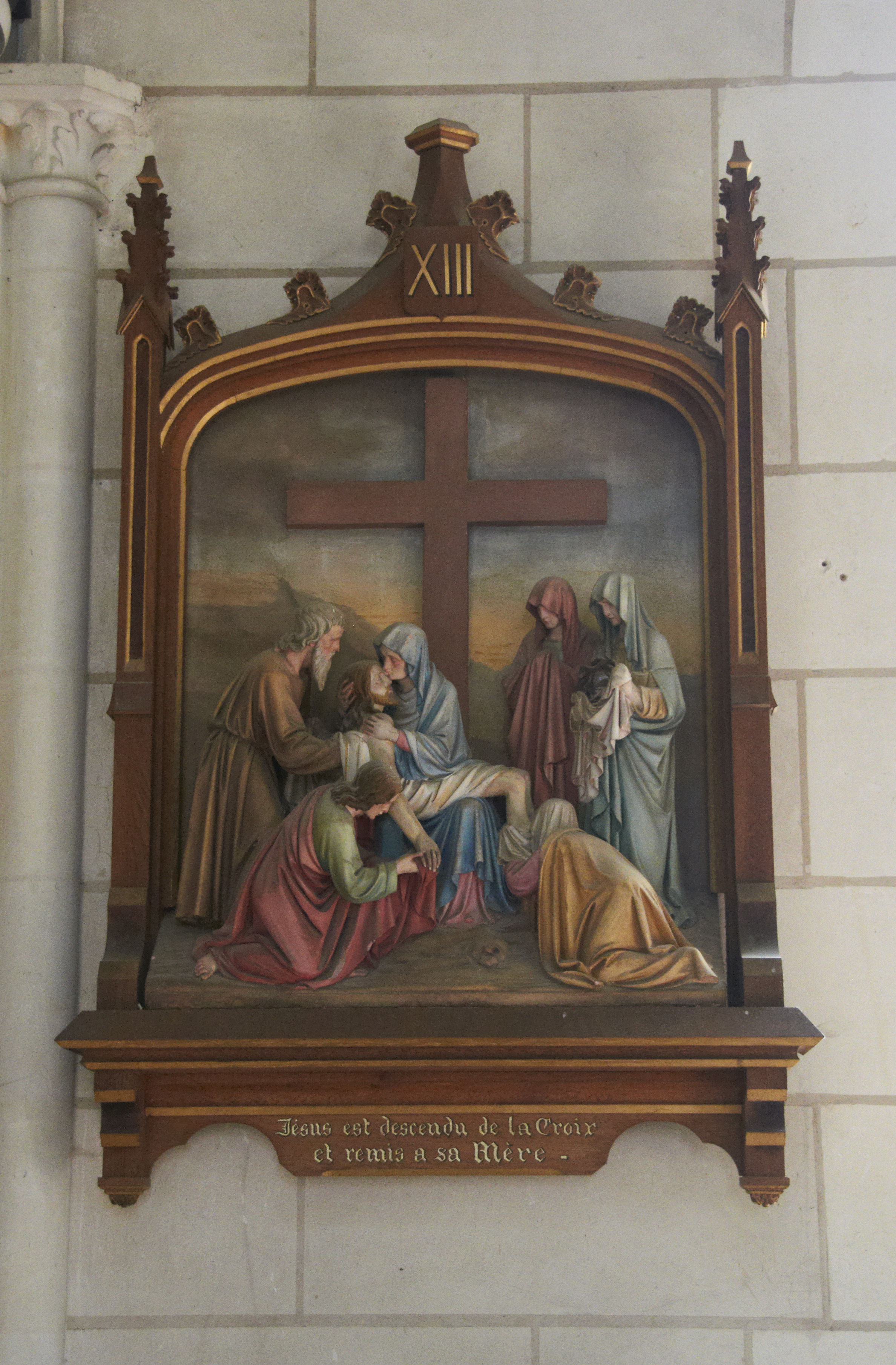
La treizième.